# Châtelblanc
Châtelblanc település Franciaországban, Doubs megyében. Lakosainak száma 110 fő (2022. január 1.). Châtelblanc Arsure-Arsurette, Foncine-le-Haut, Chapelle-des-Bois és Chaux-Neuve községekkel határos.

## Népesség
A település népességének változása:
| Lakosok száma | 131  | 114  | 104  | 100  | 119  | 123  | 120  | 110  | 110  | 110  |
|               | 1968 | 1982 | 1990 | 2006 | 2013 | 2015 | 2017 | 2019 | 2020 | 2022 |